# Č’-li
Č’-li (čínsky pchin-jinem Zhílì, znaky zjednodušené 直隶, tradiční 直隸; doslova „Přímo řízené [území]“) bylo v čínské říší Ming a po ní následující říši Čching označení pro území kolem hlavního města vyňaté z provinční správy a přímo podléhající centrálním úřadům.
Se vznikem říše Ming roku 1368 bylo její území rozděleno do provincií, přičemž prefektury v okolí hlavního města – Jing-tchienu (应天, dnešní Nanking; hlavní město mělo také status prefektury) – nebyly začleněny do žádné provincie, ale podléhaly přímo ústřední vládě. Tyto prefektury se souhrnně označovaly za Metropolitní území (Ťing-š’, 京师), neoficiálně „přímo řízené [území]“, č’-li.
Roku 1403 byl Pej-pching (dnešní Peking) prohlášen vedlejším hlavním městem, jako prefektura Šun-tchien (順天). Provincie Pej-pching byla současně přejmenována na Pej-ťing (北京, Severní metropolitní území, neoficiálně Pej č’-li, Severní přímo řízené [území]).
Roku 1421 se Peking (oficiálně Šun-tchien) stal hlavní metropolí a Nanking (oficiálně Jing-tchien) vedlejší metropolí. Zázemí Pekingu se nyní nazývalo Ťing-š’, neoficiálně Č’-li. Zázemí Nankingu pak Nan-ťing (南京, Jižní metropolitní území), neoficiálně Nan č’-li (南直隸, Jižní přímo řízené [území]). Úřady ve vedlejším hlavním městě svojí strukturou neodpovídaly provinční správě, ale kopírovaly sestavu ministerstev ústřední vlády, spravovaly však pouze svou metropolitní oblast.
Po dobytí Číny mandžuskými Čchingy v polovině 40. let 17. století ztratil Nanking formální status hlavního města a Nan č’-li byla reorganizována v provincii Ťiang-nan, která byla roku 1666 rozdělena na provincie An-chuej a Ťiang-su. Metropolitní oblast na severu trvala jako Č’-li až do roku 1928, kdy byla reorganizována v provincii Che-pej.